# Gaurax argyropa
Gaurax argyropa är en tvåvingeart som först beskrevs av Kertesz 1899.  Gaurax argyropa ingår i släktet Gaurax och familjen fritflugor. Inga underarter finns listade i Catalogue of Life.